# St. Johannes Evangelist (Cappenberg)
Die Stiftskirche St. Johannes Evangelist ist ein denkmalgeschütztes Kirchengebäude in Cappenberg, einem Ortsteil von Selm im Kreis Unna (Nordrhein-Westfalen). Sie war bis zur Säkularisation die Kirche des Klosters Cappenberg und dient seit 1832 als katholische Pfarrkirche.

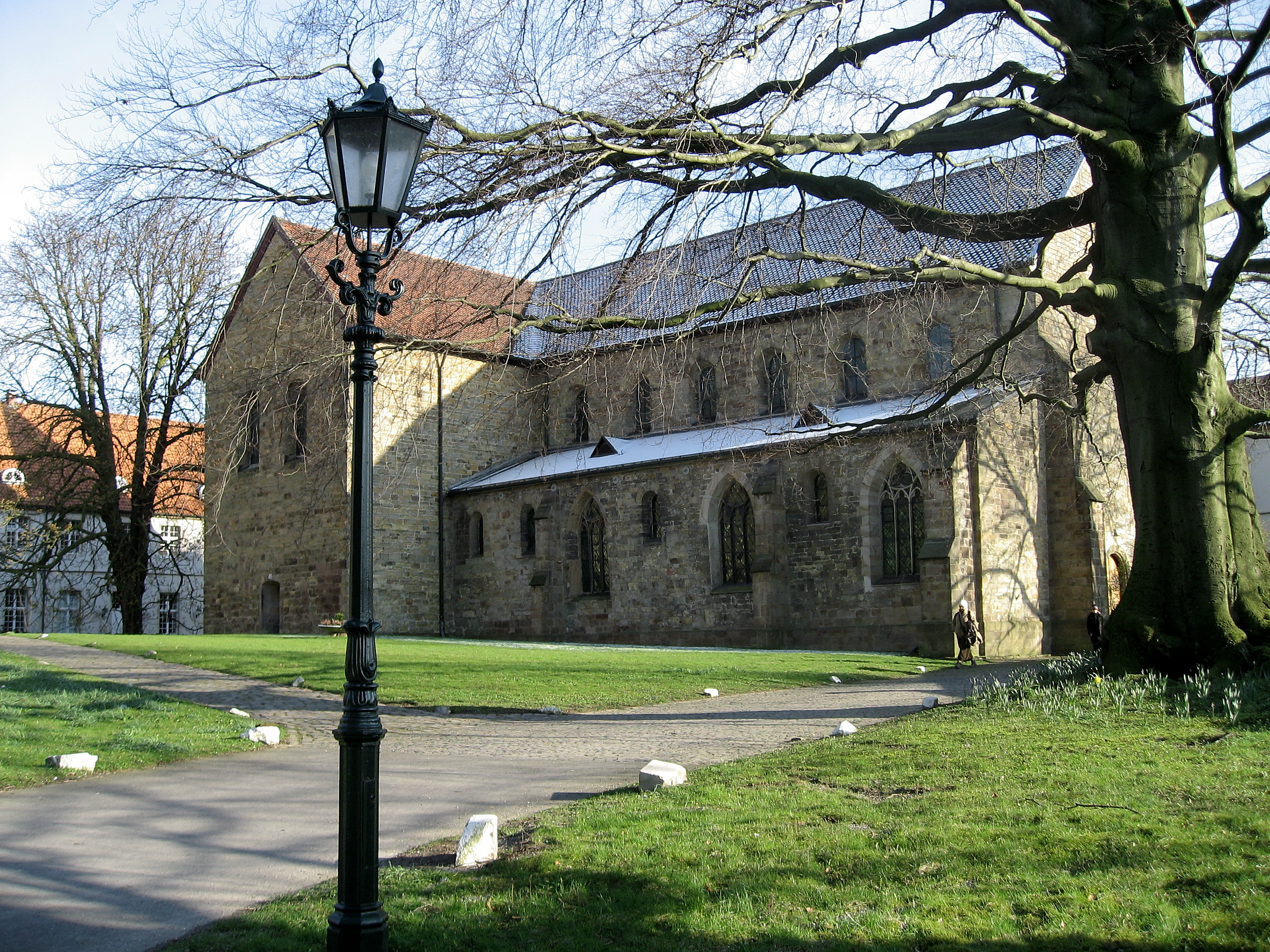
Pfarrkirche St. Johannes

## Geschichte und Architektur

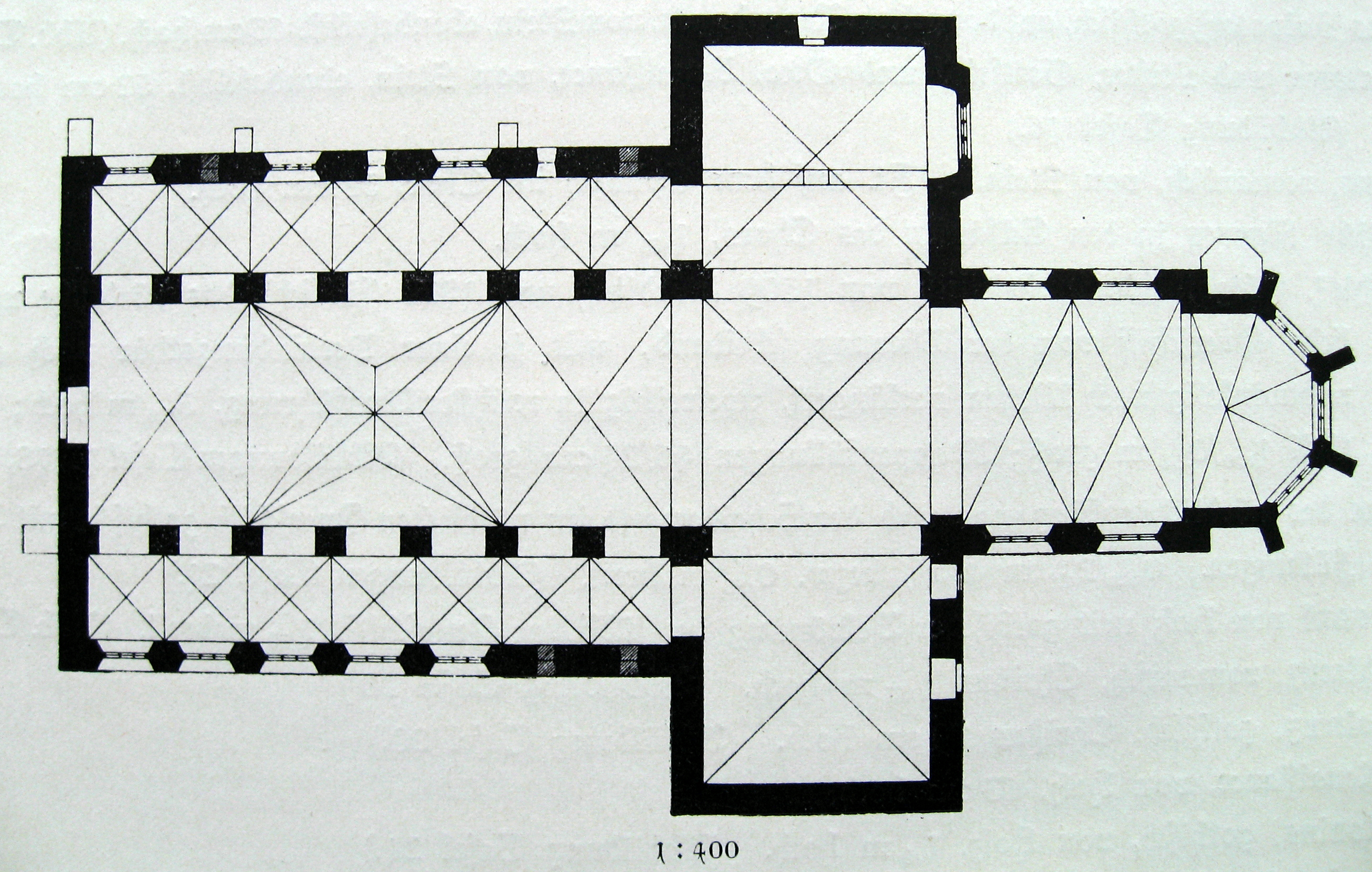
Grundriss der Stiftskirche um 1890

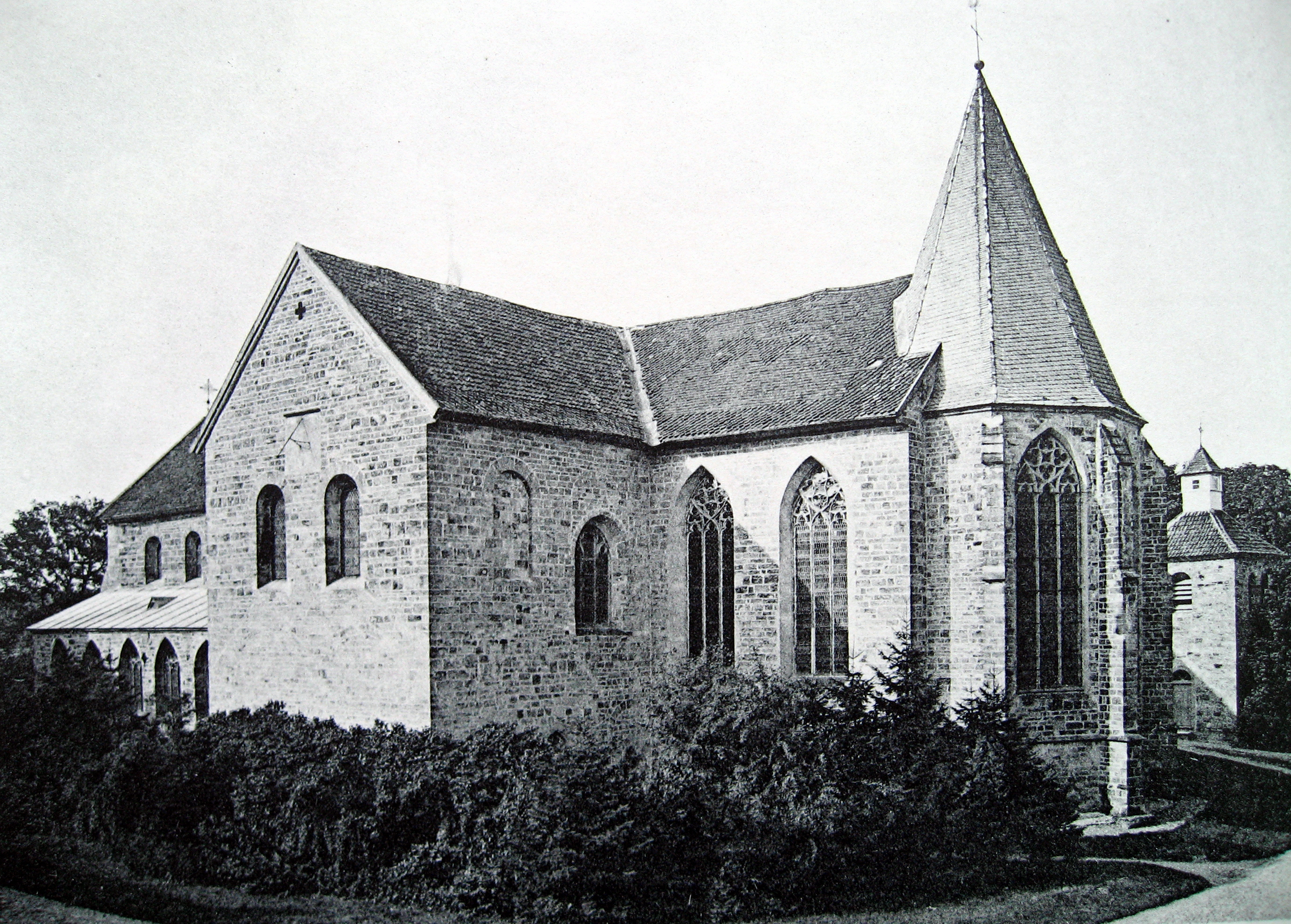
Ansicht vor 1893

Die ehemalige Stiftskirche des Klosters Cappenberg steht nördlich des heutigen Schlosses, nahe der höchsten Stelle des Burgplateaus. Die romanische Querhausbasilika mit Chorquadrat und eingezogener, gotischer Polygonalapsis ist neben der Stiftskirche in Freckenhorst das einzige große, in wesentlichen Teilen unverändert erhaltene romanische Kirchengebäude vor der Mitte des 12. Jahrhunderts in Westfalen.
Baubeginn als ungewölbte Kirche mit Chorquadrat, flachen Querhausapsiden und doppelgeschossigem Westbau war wohl 1122. Der gerade Chorschluss wurde im Bauverlauf durch eine eingezogene Apsis ersetzt. Der Dachstuhl wurde nach dem Ergebnis einer dendrochronologischen Untersuchung um 1130 fertiggestellt. Danach wurde das Gebäude ausgemalt und ausgestattet. Der Westbau wurde in einer nicht bekannten Zeit abgebrochen. Sein Aussehen wurde nach Grabungen im Jahr 1940 nicht abschließend geklärt. Spätestens im 14. Jahrhundert wurden zweijochige Kapellen an der Stirnwand des Nordquerhauses und im Winkel zwischen dem Südquerarm und dem Langhaus angebaut. Zum Ende des 14. Jahrhunderts wurde die Chorapsis durch einen 5/8-Schluss und die Apsis am Nordquerarm durch eine flache rechteckige Nische mit einem großen Fenster ersetzt. Die Fenster im Seitenschiff wurden teilweise vergrößert und das gesamte Gebäude wurde eingewölbt. Diese Arbeiten wurden wohl gegen Mitte des 15. Jahrhunderts abgeschlossen. Von 1492 bis 1511 wurde die Südquerhausapsis durch eine Sakristei ersetzt. 1830 wurden alle Anbauten abgebrochen. Ein niedriger freistehender Glockenturm wurde in der Mitte des 19. Jahrhunderts nördlich des Chores aus geschlämmtem Bruchstein errichtet. Von 1882 bis 1886 wurde die Anlage umfassend saniert. Die Westwand wurde einschließlich Fundament und Strebepfeilern weitgehend erneuert. An der Chornordseite wurde ein Treppenturm und am Südquerarm eine neugotische Sakristei angebaut. Im Innenraum wurde die romanische Raumfassung nach Befund erneuert. 1935 wurden gotische Gewölbemalereien freigelegt, an den Pfeilern wurde der Putz abgeschlagen und die im 19. Jahrhundert wiederhergestellte Raumfassung überstrichen. Die vermauerten Seitenschiffe wurden ab 1958 geöffnet. Die nördliche Querhausapsis wurde 1963 auf dem alten Fundament rekonstruiert. Die Fundamente und das Mauerwerk wurden bis 1967 gesichert. Eine neue Sakristei wurde 1967 an den Südquerarm angebaut. Von 1988 bis 1989 wurde das Gebäude renoviert.
Der Bau aus Quadern und hammerrechtem Bruchstein steht auf einem umlaufenden zwei- bis dreifach gestuftem Sockel, der im 19. Jahrhundert an der Langhausnordseite verändert wurde. Das Äußere stellt sich ohne jeglichen plastischen Bauschmuck dar. Die Rundbogenöffnungen der Obergaden- und Seitenschifffenster sind fast ohne Schräge glatt in die Wand geschnitten.
Die gotische Erneuerung um 1400 war aufwendiger. Es wurden dreibahnige Apsis und Chorfenster, sowie Maßwerk mit sphärischen Drei- und Vierecken, gefüllt von Dreiblättern, eingebaut. Die dreibahnigen Seitenschifffenster sind ähnlich, aber weniger aufwendig.
Zur Vorbereitung auf die 900-Jahr-Feier im Jahr 2022 unter dem Motto Gottfrieds Stiftung wurde die Kirche von 2020 bis 2022 innen und außen umfassend renoviert und restauriert.

## Innenraum

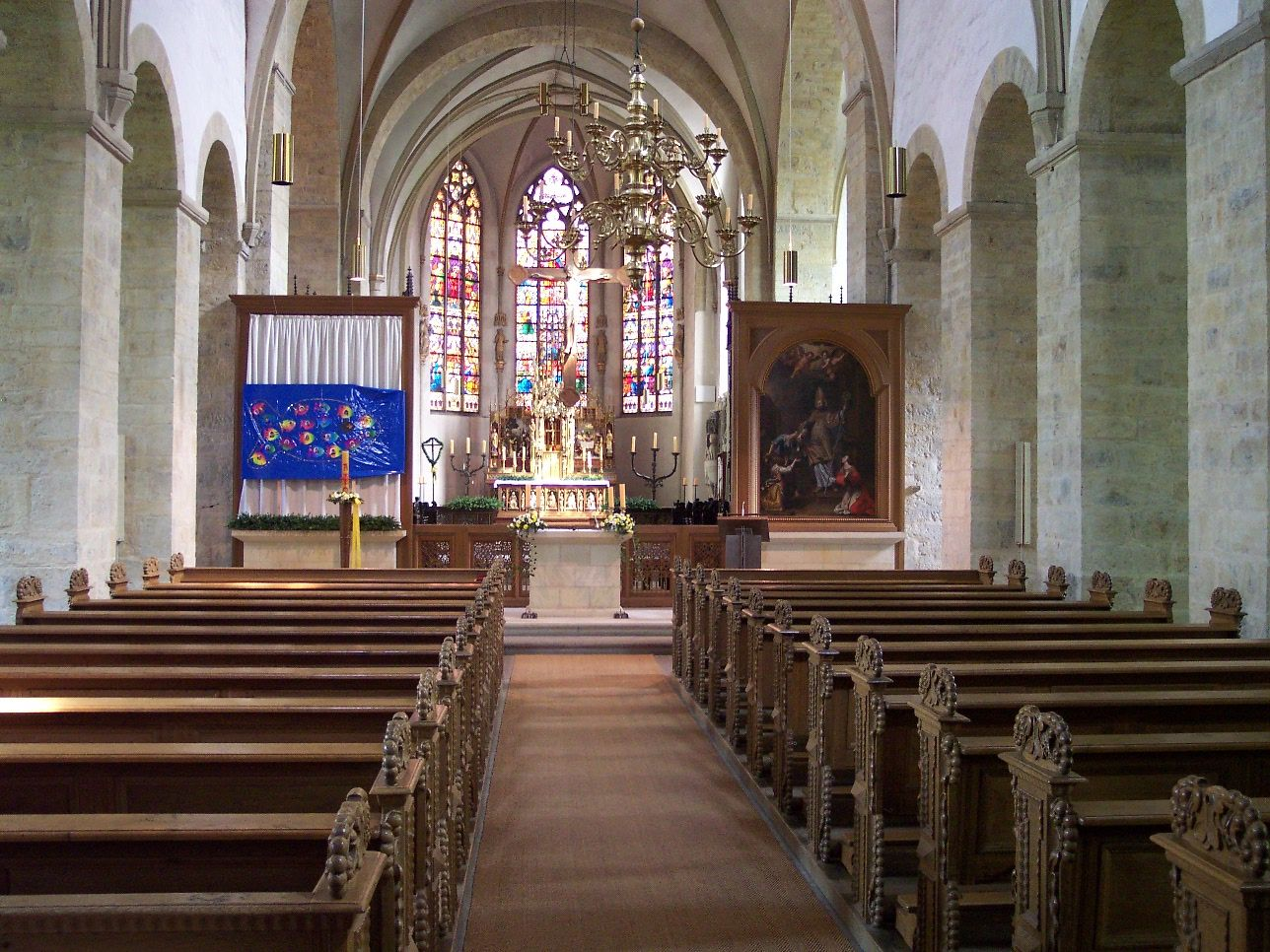
Blick durch das Schiff

Der Innenraum ist vom Gegensatz zwischen den glatten, unprofilierten Formen der romanischen Arkaden und Vierungsbögen und den feingliedrigen, weit hinuntergezogenen Gewölben und vielteiligen Maßwerkfenstern des Chores geprägt. Die Raumwirkung wird maßgeblich von dem an der ursprünglichen Stelle in der Vierung erhaltenen Chorgestühl bestimmt. Im Langhaus stehen sieben schmale Rundbogenarkaden auf quadratischen Pfeilern. Die umlaufenden Kämpfer sind nur an den drei östlichen Pfeilern und an den flachen Vierungsvorlagen profiliert. Die Obergadenfenster des ursprünglich flach gedeckten, viel höheren Raumes sind nicht axial über den Arkaden angeordnet. Bei der Einwölbung im Osten und Westen wurden je zwei Arkaden und ein Fenster unter einem Kreuzrippengewölbe zusammengefasst. In der Mitte befindet sich ein drei Arkaden und zwei Fenster überspannendes Sterngewölbe. 
Der Kontrast zwischen steinsichtigen Arkaden sowie Vierungsbögen und hellverputzten Wänden steht im Widerspruch zum ursprünglichen Zustand an den Obergadenwänden; über den Gewölben sind bedeutende Reste der romanischen Baufassung erhalten. Sie wurden zuletzt 1989 gereinigt und gesichert. Andere Reste der Fassung wurden von 1969 bis 1970 im Nordquerhaus freigelegt, sie wurden an der Nord- und Westwand zu einem zusammenhängenden Raumbild ergänzt. Ein vermauertes romanisches Fenster mit Holzrahmen und Resten der Sprossung wurde 1969 aufgedeckt und konserviert.

### Gewölbemalereien
Die Darstellung des Jüngsten Gerichts mit Deësis in der Vierung ist eine Arbeit vom Ende des 14. Jahrhunderts. Sie wurde 1935 aufgedeckt und ergänzt. Reste spätgotischer Rankenmalereien wurden 1970 freigelegt, sie stammen von der zweiten Hälfte des 15. Jahrhunderts bis zum Anfang des 16. Jahrhunderts. Sie wurden von Ost nach West ausgeführt und in Grisaille ergänzt. Das fünfte Gewölbejoch von Westen im Südseitenschiff wurde um 1530 vollständig ausgemalt und 1935 ergänzt.

## Ausstattung

### Kopfreliquiar des heiligen Johannes Evangelist (Cappenberger Kopf)

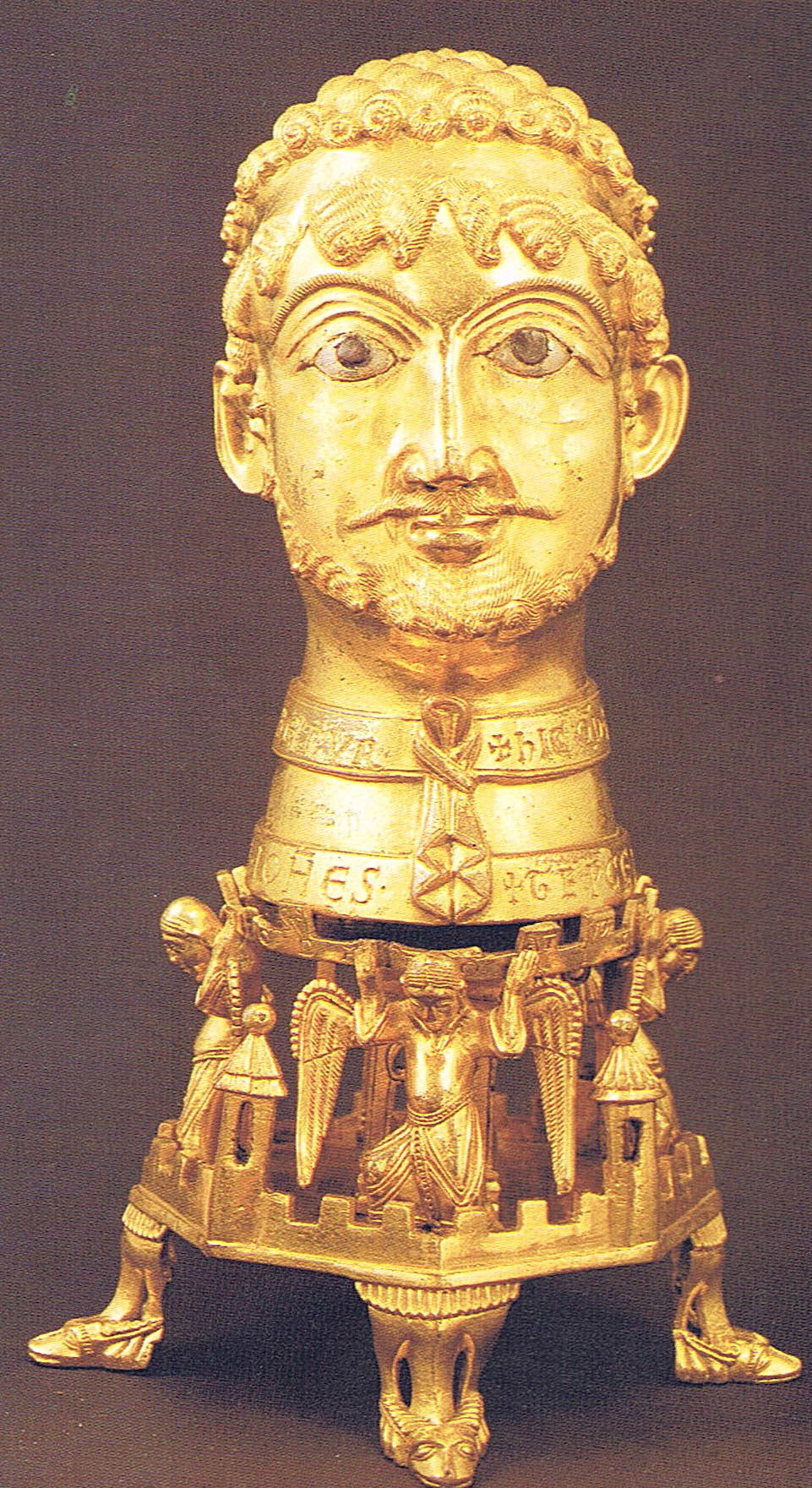
Kopfreliquiar des heiligen Johannes Evangelist samt Ständer („Cappenberger Kopf“), Kopf vor 1158 (Ständer ?)

Das wohl bekannteste Stück des Kirchenschatzes ist ein dem Evangelisten Johannes gewidmetes Kopfreliquiar, auch Cappenberger Kopf genannt, eine an antike Herrscherbilder angelehnte Büste. Die Arbeit aus vergoldetem Bronzeguss wurde von Otto von Cappenberg vor 1158 in Auftrag gegeben und dem Kloster gestiftet. Die Augen aus Niello in Silbereinlage wurden nach der Zerstörung durch bräunliches Weichharz ersetzt. Die Figur trägt um den Hals Inschriftenbänder, die sie als Reliquiar des Evangelisten Johannes ausweisen. Die Buchstaben der Inschriftenbänder wurden schon im Guss angelegt, dadurch ist die ursprüngliche Bestimmung als Reliquiar belegt. Der Kopf steht auf einem achteckigen Untersatz auf vier Tierkopffüßen, mit tragenden Engeln, Türmen und Zinnen. Ob für den Kopf von Anfang an ein Sockel vorgesehen war oder dieser eine spätere Zutat ist, konnte bisher nicht geklärt werden. Eine ehemals vorhandene vierte Sockelfigur ging verloren.
1886 stellte Friedrich Philippi nach der Wiederentdeckung der Büste die Hypothese auf, es handle sich um eine mehr oder weniger realitätsgetreue Porträtbüste Kaiser Friedrichs I. Barbarossa. Erst später sei die Figur zu einem Johannesreliquiar umfunktioniert worden. Diese Annahme setzte sich in der Folgezeit allgemein durch, ist aber inzwischen durch wissenschaftliche Untersuchungsergebnisse aus den Jahren 1978 und 2021 widerlegt.

### Altäre
- Das Flügelretabel mit Bildern aus der Passion und dem Marienleben wurde nach 1513 von Jan Baegert in Tempera und Öl auf Eichenholz gemalt. Die Mitteltafel zeigt eine vielfigurige Kreuzigung, davor kniet der Stifter, der Kanoniker Dietrich von Schwansbell.
- Das Altarretabel mit gewundenen Säulen, und einem Gemälde, das eine Szene aus der Gründungslegende der Prämonstratenser zeigt: Der Hl. Augustinus übergibt dem Hl. Norbert die Ordensregel. Das Bild ist mit Herm(ann) Veltm(ann) Coesfeld 1696 bezeichnet.

### Triumphkreuz
Das sogenannte Cappenberger Kruzifix hängt als Triumphkreuz unter dem westlichen Vierungsbogen. Der unterlebensgroße Korpus aus Pappelholz trägt eine äußerst qualitätsvolle Fassung, die von 1952 bis 1953 freigelegt und 1977 restauriert wurde. Die Arme und Füße wurden ergänzt. Die Figur ist eine Arbeit von außergewöhnlicher Feinheit. Der Körper ist kaum merklich geschwungen und der Kopf leicht geneigt. Das Lendentuch fällt schräg, in weicher, eleganter Fältelung, bis über das Knie. Es wird von einem breiten, kunstvoll geknoteten Stoffgürtel gehalten. Die auffallende körperliche Präsenz der Figur ist auch der emailartig wirkenden Fassung geschuldet, die ganz besonders den Hautpartien ein lebensnahes Aussehen gibt. Das Kreuz aus Eiche entstand um 1210/20, seine Enden wurden erneuert.

### Chorgestühl
Das Chorgestühl, mit 1509 und 1520 bezeichnet, gilt als das reichste Westfalens. Zweireihig angeordnet mit hohem Dorsale steht es in freier Aufstellung zwischen den Vierungspfeilern. Der baldachinartige Aufsatz ist mit Maßwerk besetzt. Die hinteren Stallen sind L-förmig, mit einem zentralen Durchgang zum Langhaus angeordnet, dort stand ursprünglich an jeder Seite ein weiterer Sitz. Für die Durchgänge zu den Querarmen wurden um 1700 je zwei Stallen entfernt. Die Fülle der figürlichen Schnitzereien und Wappen, die kleinen Figuren der Moriskentänzer und die Drolerien gelten als einmalig. 
Auf der Rückseite stehen Schränke, die laut dendrochronologischer Untersuchung um 1300 angefertigt wurden. Den Maßen nach zu urteilen wurden sie für diesen Aufstellungsort gefertigt und wohl von dem Vorgängergestühl an demselben Ort übernommen.
Hinweis: Die Benutzung des Chorgestühls ist aufgrund von festgestellten Schadstoffbelastungen (6/2019) derzeit untersagt.

### Otto und Gottfried von Cappenberg
- Die kleinen, knienden Stifterfiguren aus Stein stellen Gottfried und Otto von Cappenberg als in Mäntel gehüllte Ritter mit Wappen und dem Kirchenmodell dar. Sie wurden 1540 aus Stein gearbeitet und standen ursprünglich auf vergoldeten Säulen zu den Seiten des Hauptaltares. Heute stehen sie auf Konsolen im Südquerhaus. Sie wurden von dem Kanoniker Dietrich von Schwansbell gestiftet.
- Die Grabplatte, wohl vom Ende des 13. Jahrhunderts, mit einer liegenden, detailreich gewandeten Rittergestalt, die traditionell als Gottfried von Cappenberg gedeutet wird, befindet sich unter einer fialengerahmten Rundbogenarkade, die von Engeln gekrönt ist. Die Figur ist überlebensgroß und befindet sich in einer streng frontalen, unbewegten Haltung. Zu den Füßen ist ein Löwe dargestellt. Der kreuzförmige Sockel in der rechten Hand war wohl für ein verlorenes Kirchenmodell oder als Untersatz für das dort möglicherweise aufgestellte Kopfreliquiar vorgesehen. In diesem Fall ist wohl eher Otto von Cappenberg dargestellt.
- Die Reliefplatte des ehemaligen Doppelgrabmals für Otto und Gottfried von Cappenberg aus der Zeit um 1320/30 hängt in barocker Rahmung an der Chorwand. Die Brüder werden unter Baldachinen, auf Löwen stehend, als jugendliche Ritter dargestellt. Sie halten gemeinsam ein gotisches Kirchenmodell. Die Figuren sind einander in eleganter Haltung halb zugewandt.

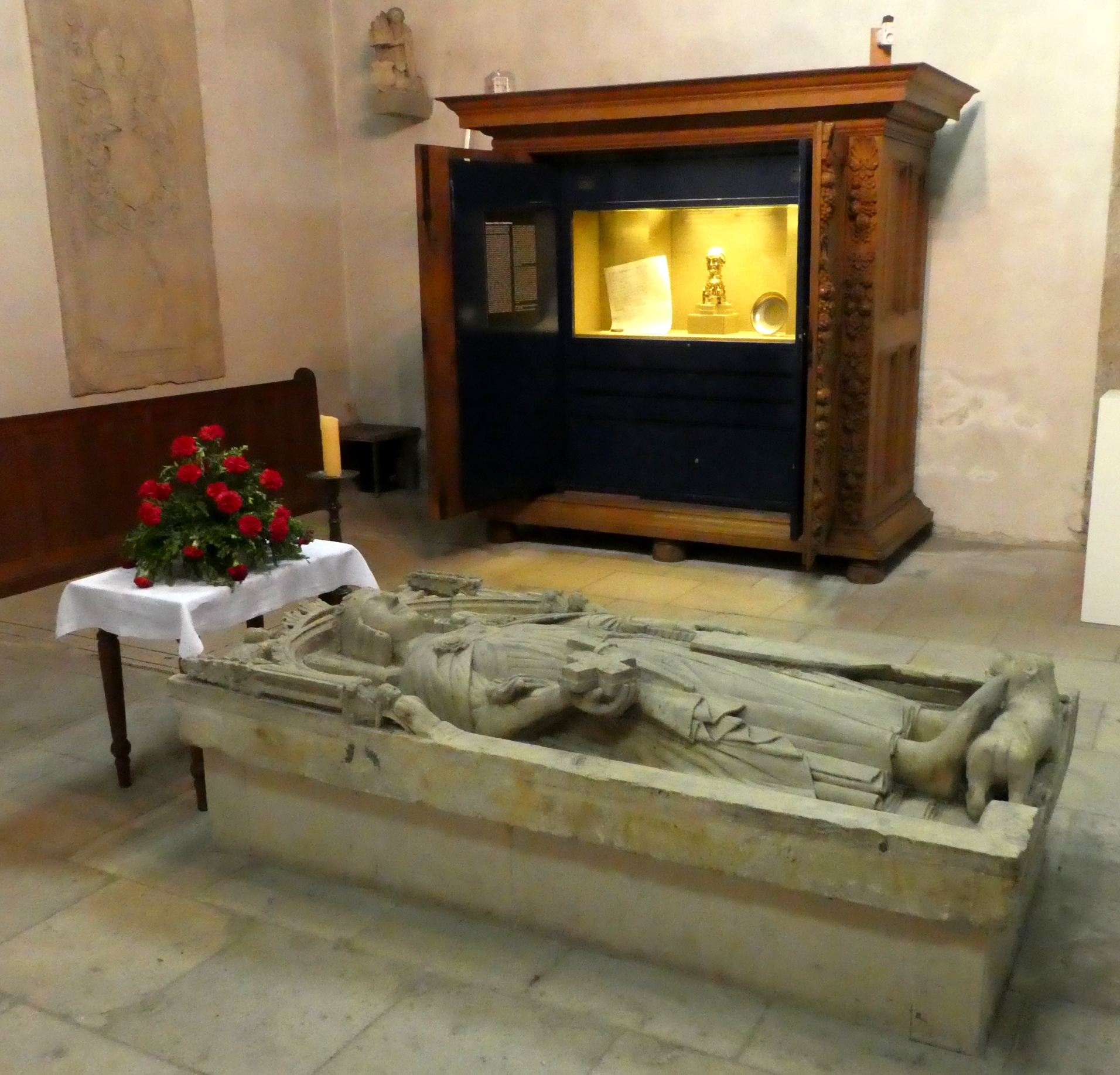
Südliches Querhaus mit dem Grab von Gottfried von Cappenberg und dem Schrank mit dem Kopfreliquiar des Hl. Johannes
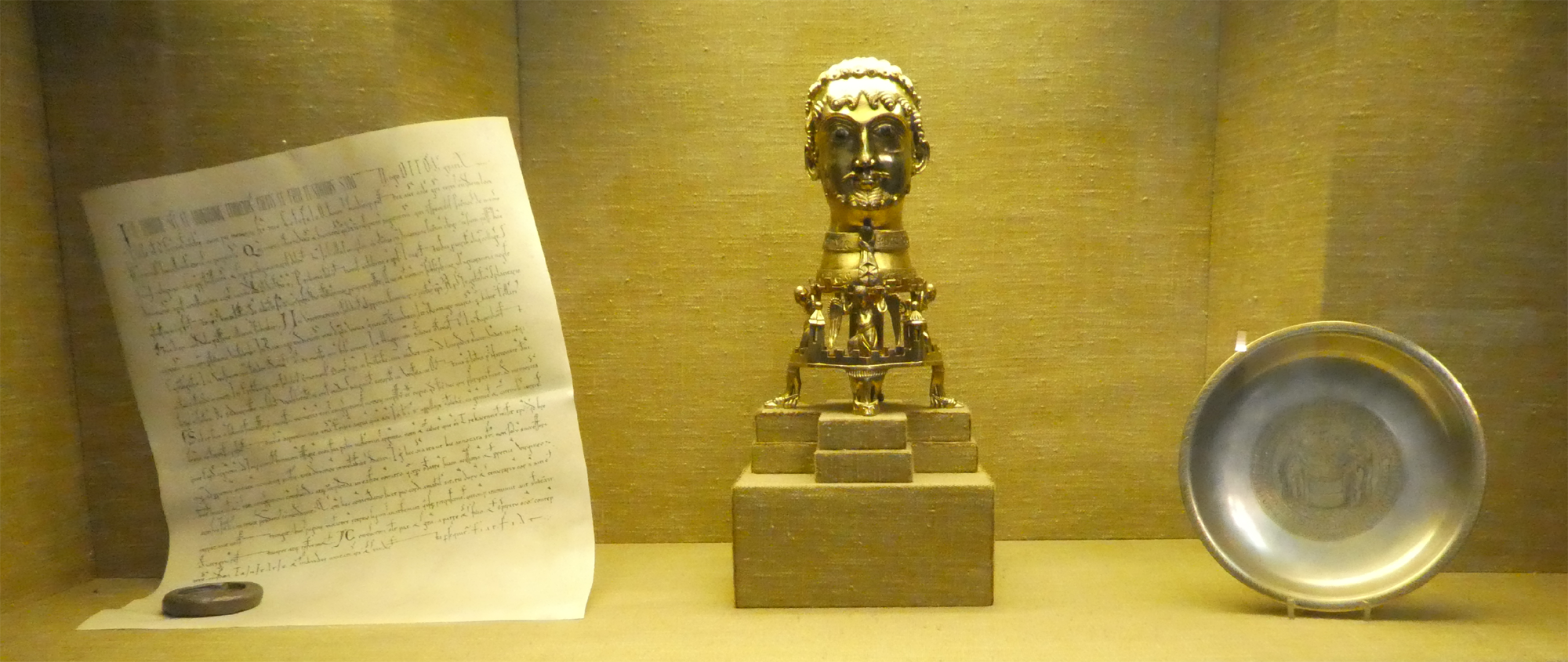
Testament Ottos von Cappenberg (Replikat), Kopfreliquiar des Hl. Johannes und Taufschale (Replikat)
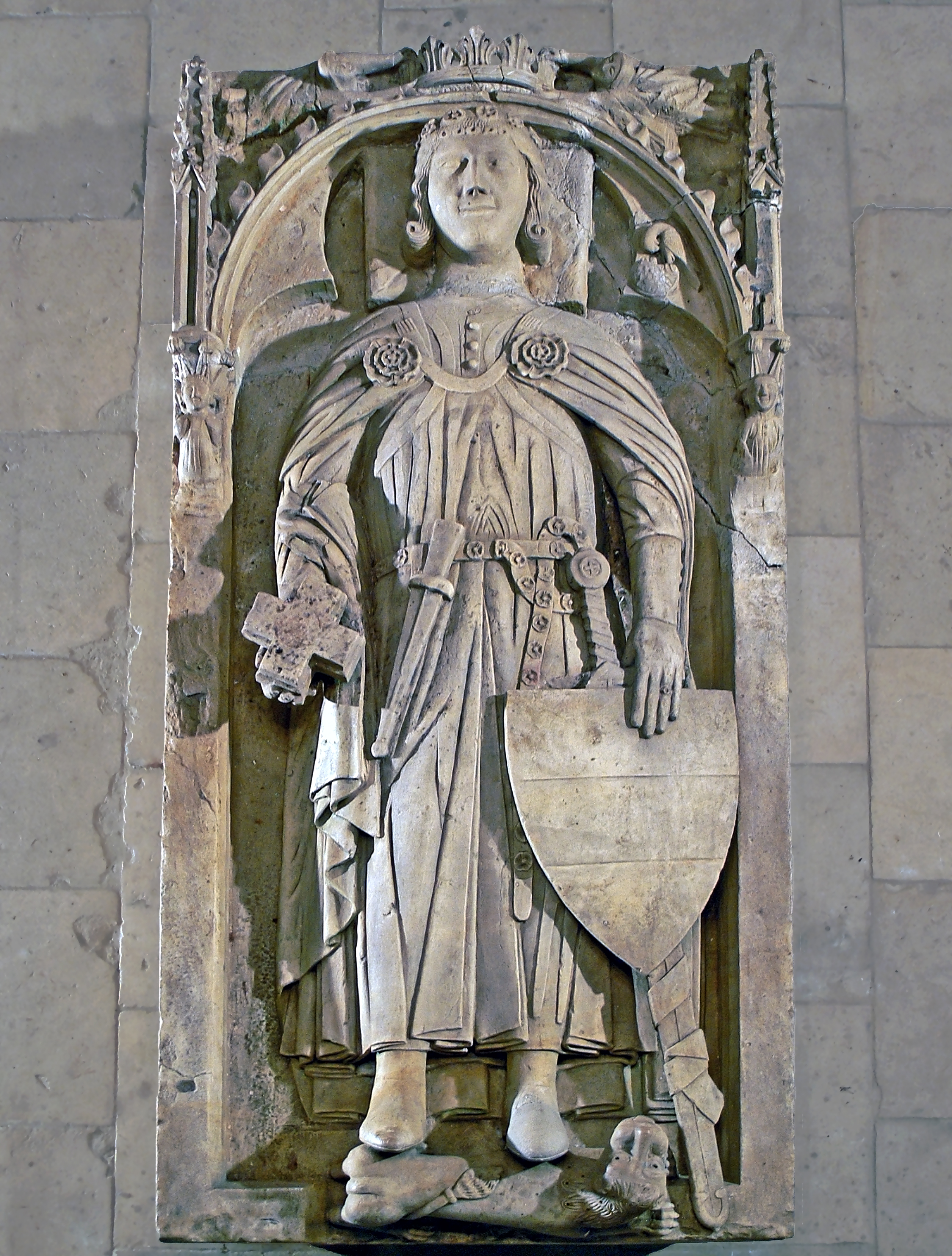
Grabplatte von Gottfried von Cappenberg (um 1300) im südlichen Querhaus
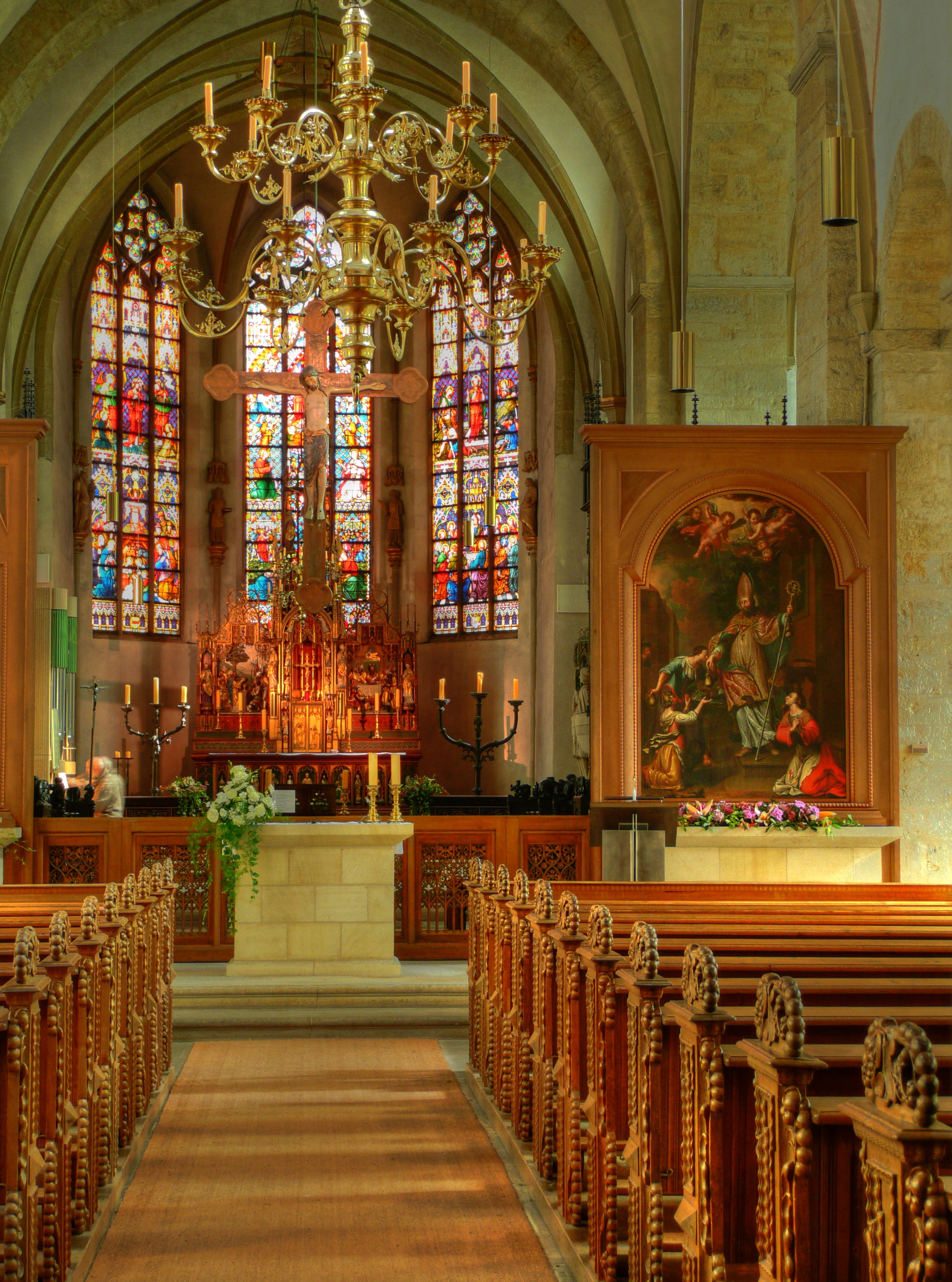
Blick auf den Altarraum und das Triumphkreuz
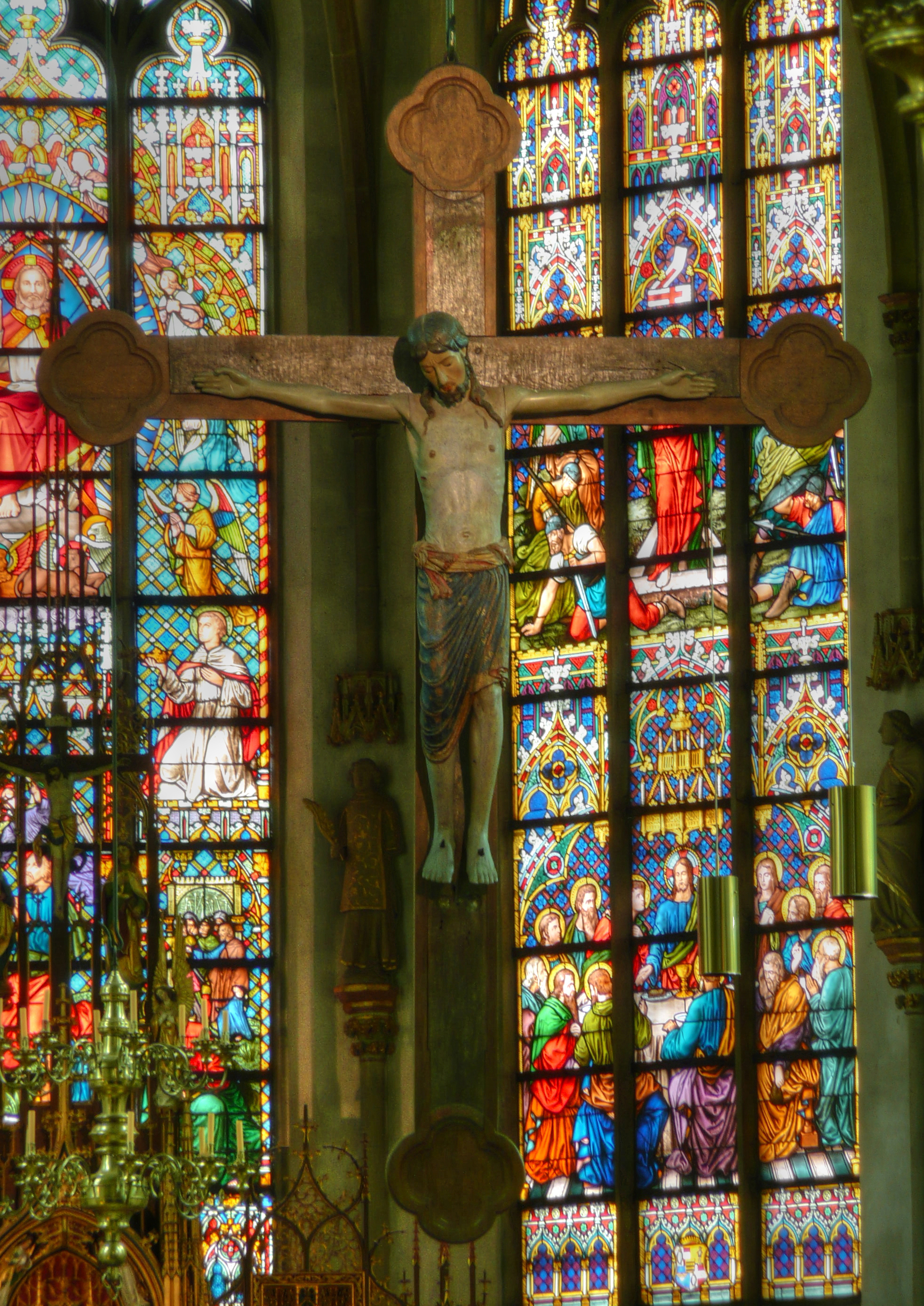
Triumphkreuz (um 1200)
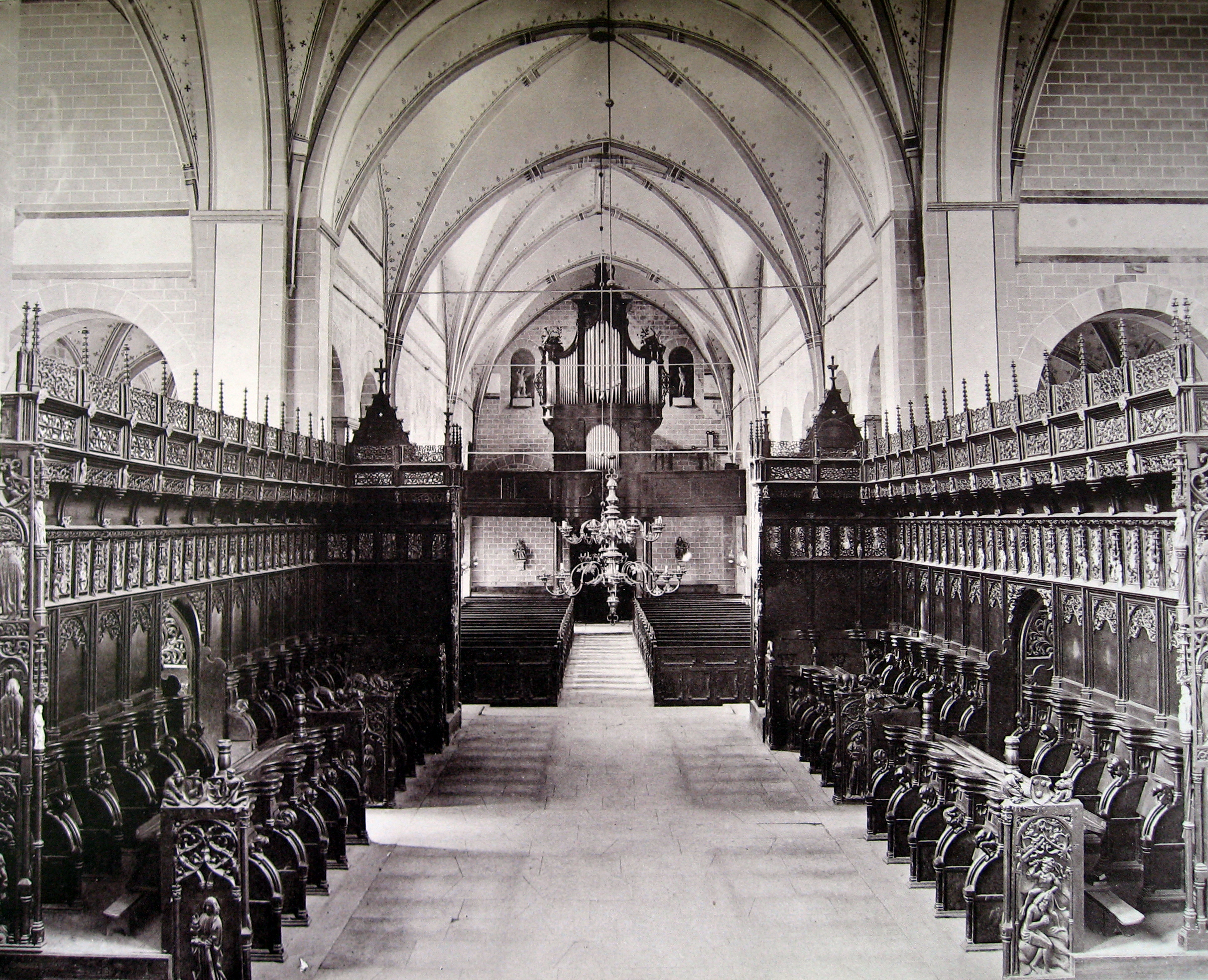
Spätgotisches Chorgestühl
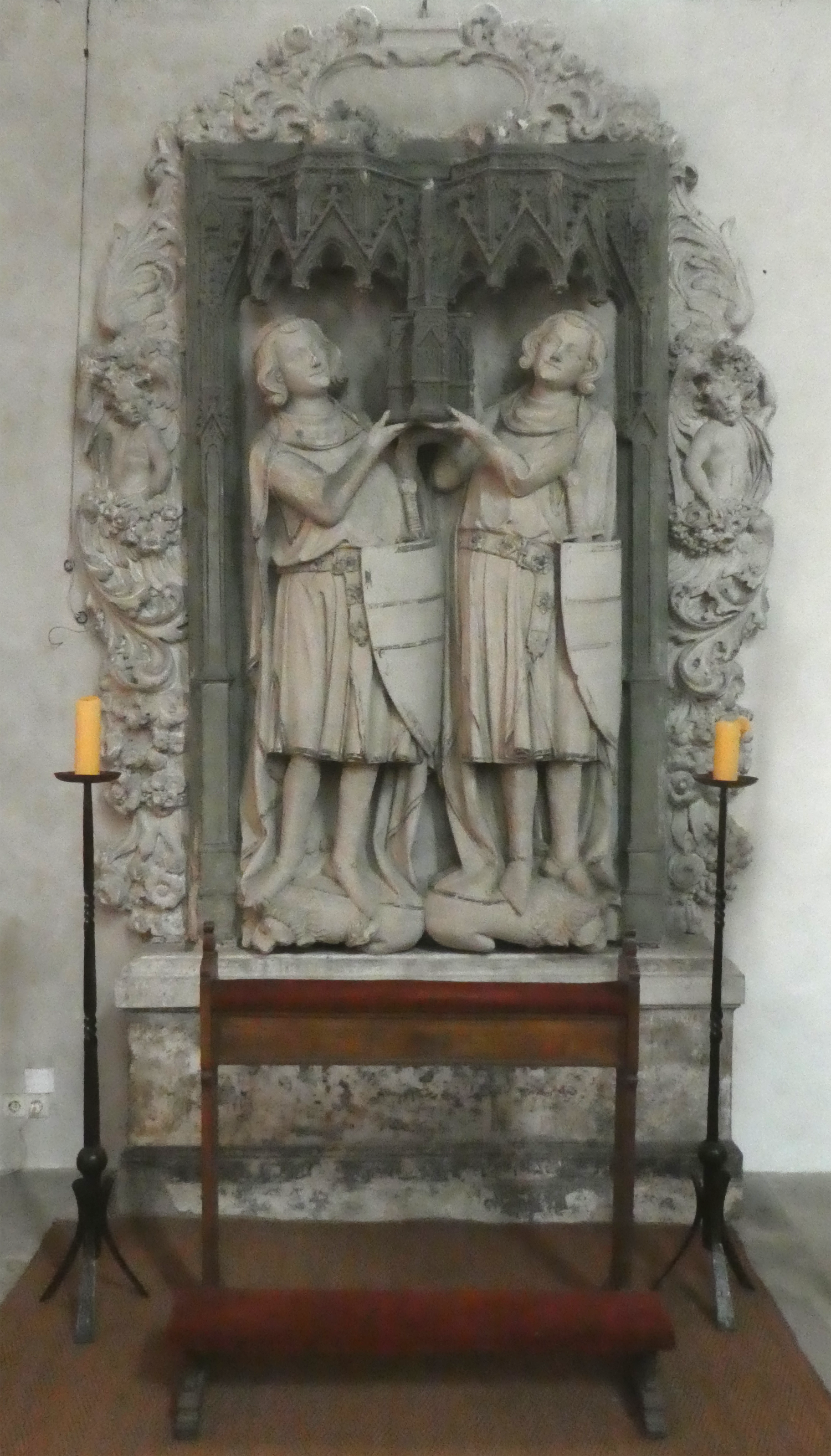
Grabplatte der Grafen Gottfried und Otto von Cappenberg im Chor (um 1320)
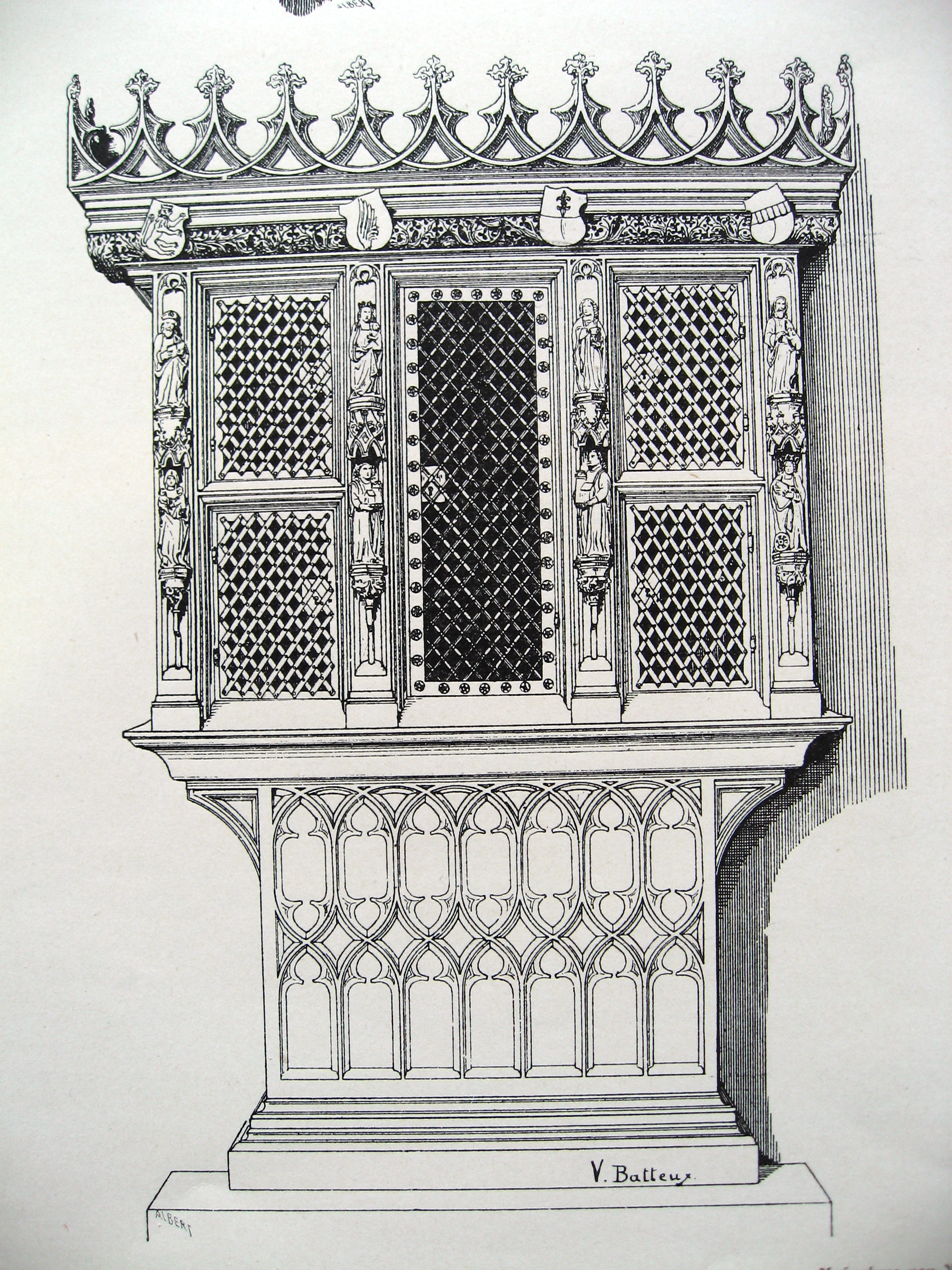
Spätgotischer Sakraments- und Reliquienschrank im Chor (um 1520)
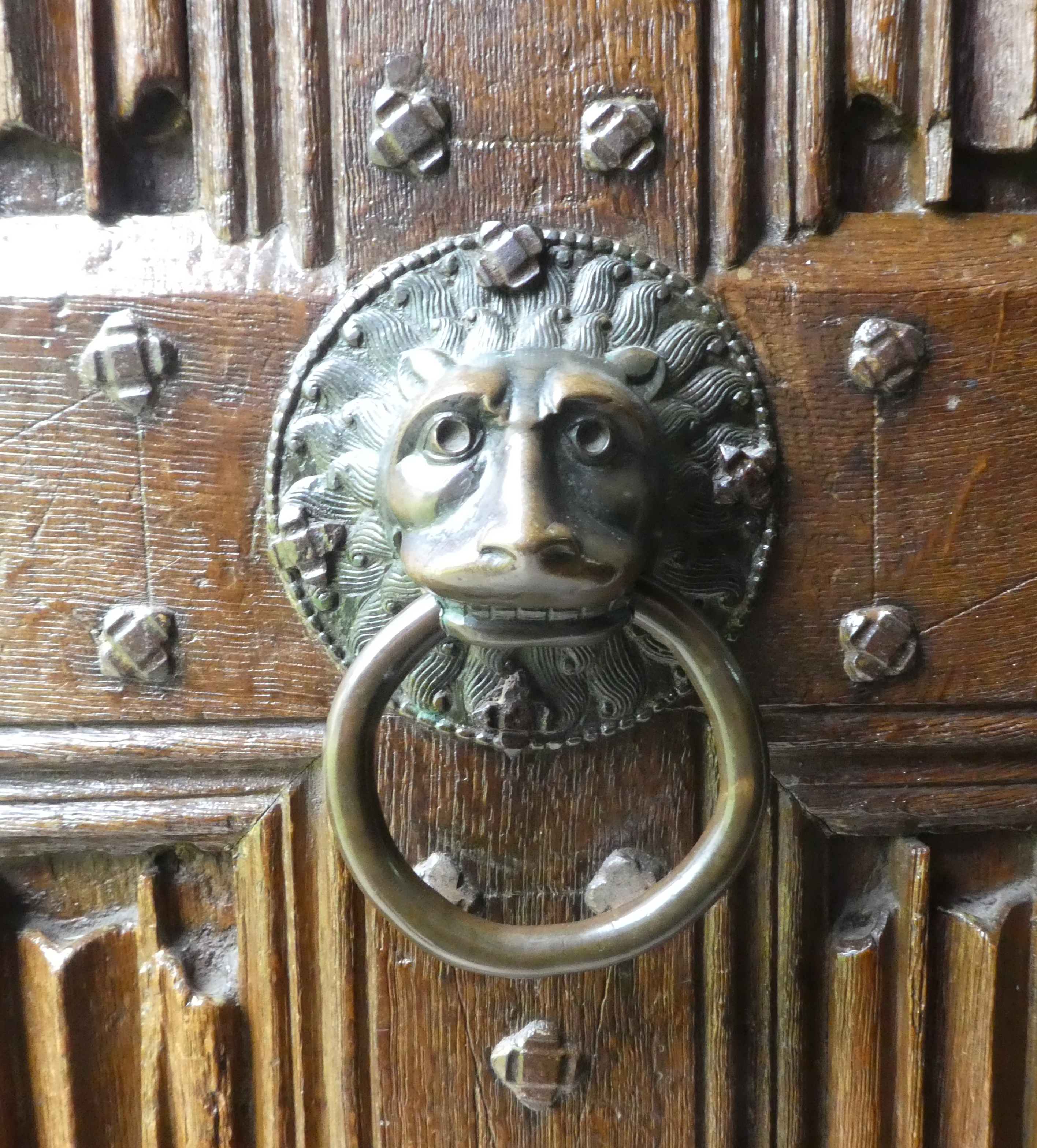
Löwenkopf aus Bronze (12. Jahrhundert) innen an der Eingangstür

### Orgeln

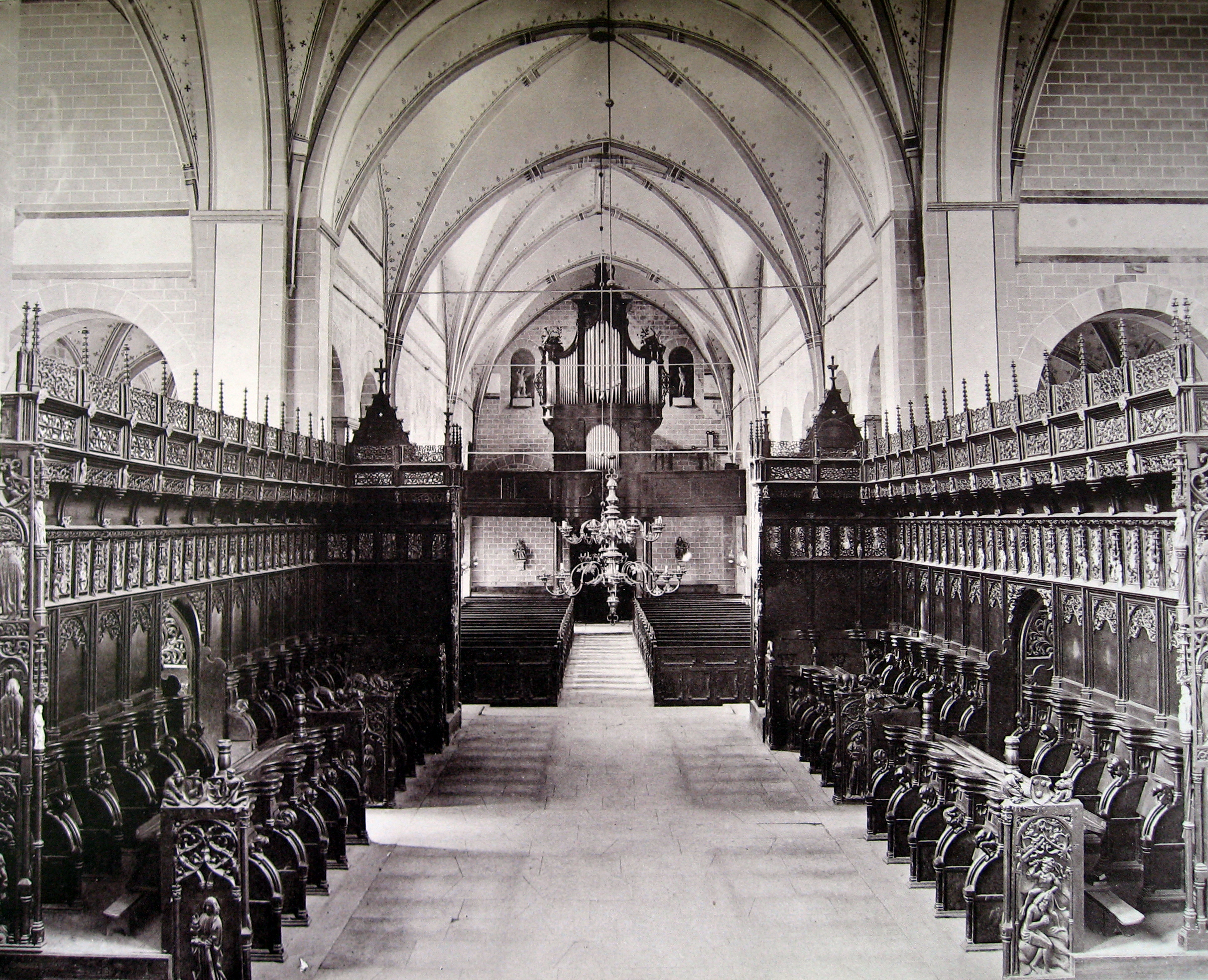
Historische Aufnahme mit Blick auf die Vorenweg-Orgel

Die Orgel von 1788 stammt von dem westfälischen Orgelbauer Caspar Melchior Vorenweg. Das Instrument ist in den Jahren 2002–2004 umfassend nach historischem Vorbild restauriert worden. Es verfügt über 28 Register auf zwei Manualen und Pedal. Die historischen Schleifladen der Manualwerke sind erhalten.
| I Hauptwerk C–f3 |                  |     |   |
| 01.              | Bordun (B/D)     | 16′ |   |
| 02.              | Prinzipal        | 08′ |   |
| 03.              | Viola di gamba 0 | 08′ |   |
| 04.              | Gedackt          | 08′ |   |
| 05.              | Octav            | 04′ |   |
| 06.              | Waldflaut (D)    | 04′ |   |
| 07.              | Quint            | 03′ |   |
| 08.              | Superoctav       | 02′ |   |
| 09.              | Mixtur IV        | 01′ |   |
| 10.              | Trompet (B/D)    | 08′ |   |
| 11.              | Vox humana       | 08′ | E |

| II Positiv C–f3 |                     |        |   |
| 12.             | Hohlflaut           | 8′     |   |
| 13.             | Flaut travers (D) 0 | 8′     |   |
| 14.             | Praestant           | 4′     |   |
| 15.             | Flaut douce         | 4′     |   |
| 16.             | Quintflaut          | 3′     |   |
| 17.             | Octav               | 2′     |   |
| 18.             | Carillon II (D)     | 1 3⁄5′ |   |
| 19.             | Mixtur III          | 2⁄3′   | E |
| 20.             | Claron (D)          | 8′     |   |
| 21.             | Cromorne            | 8′     |   |
|                 | Tremulant           |        |   |

| Pedal C–d1 |             |     |   |
| 22.        | Subbass     | 16′ |   |
| 23.        | Octavbass 0 | 08′ | N |
| 24.        | Gedackt     | 08′ | N |
| 25.        | Octav       | 04′ |   |
| 26.        | Posaune     | 16′ |   |
| 27.        | Trompet     | 08′ | N |
| 28.        | Clairon     | 04′ | N |

- Koppeln: Manualkoppel (Schiebekoppel, geteilt in Bass und Diskant), I/P, II/P
- Anmerkungen

N = rekonstruiertes Register (2004)
E = ergänztes Register (2004)
(B/D) = Bass- oder/und Diskantseite
Seit 2005 gibt es in der Stiftskirche eine modern gestaltete Chororgel von der Manufacture d’Orgues Muhleisen (Straßburg). Das Instrument ist im altfranzösischen Stil disponiert. Es hat elf Register auf zwei Manualen und Pedal, wobei der Bordun 8′ in beiden Manualwerken spielbar ist und zudem der Diskant des Soubasse 16′ aus dem Bordun 8′ erzeugt wird.
| I Grand Orgue C–g3 |                |        |
| 1.                 | Bourdon        | 8′     |
| 2.                 | Prestant       | 4′     |
| 3.                 | Nazard (D)     | 2 ⁄3′  |
| 4.                 | Tierce (D)     | 1 3⁄5′ |
| 5.                 | Doublette      | 2′     |
| 6.                 | Fourniture IV0 |        |

| II Positif C–g3 |                    |       |
| 7.              | Bourdon (= Nr. 1)  | 8′    |
| 8.              | Salicional         | 8′    |
| 9.              | Flûte à cheminée 0 | 4′    |
| 10.             | Larigot            | 1 ⁄3′ |
| 11.             | Trompette          | 8′    |
|                 | Tremblant          |       |

| Pedal C–f1 |            |     |
| 12.        | Soubasse 0 | 16′ |

- Koppeln: II/I, I/P, II/P (als Züge und Tritte)

### Sonstige Ausstattung
- Der dreiteilige Reliquienschrank aus Stein aus der Zeit um 1520 steht auf einem maßwerkverblendeten Sockel.
- Der zylindrische Taufstein ist schmucklos.
- Auf Apsisdiensten stehen Skulpturen der Madonna und der Heiligen Johannes, Stephanus und Laurentius unter Baldachinen, es sind Arbeiten vom Ende des 14. Jahrhunderts.
- Eine auf Holz gemalte Apostelreihe ist mit 1625 bezeichnet, eine stilistisch angelehnte Apostelreihe auf Leinwand trägt die Bezeichnung 1706.
- Das Laiengestühl mit geschnitzten Wangen wurde in der zweiten Hälfte des 17. Jahrhunderts angefertigt und von 1969 bis 1970 restauriert.
- Der Orgelprospekt und die Empore wurden 1786 in zurückhaltenden Barockformen von Jodocus Freytag gebaut.
- Das Orgelwerk baute Caspar Melchior Vorenweg 1788, es wurde mehrfach verändert und 2004 restauriert.
- Zwei dreiarmige Standleuchter aus der Zeit um 1500 stehen auf Steinsockeln, sie sind mit einem Schmerzensmann und einem astkreuzartig an der Leuchtergabel hängendem Kruzifix versehen.
- Die sitzende Madonna aus Stein aus der Zeit um 1330 hält das stehende Kind mit Taube in anmutiger Geste auf dem linken Knie. Reste der ursprünglichen Fassung wurden von 1970 bis 1971 freigelegt.
- Die zwei Steinreliefs von 1520/30 in Renaissancerahmen vereinen jeweils mehrere vielfigurige Passionsszenen.
- Mehrere Christus- und Heiligenfiguren aus Holz und Stein aus der Zeit vom 15. bis 17. Jahrhundert runden den Gesamteindruck ab.

## Glocken

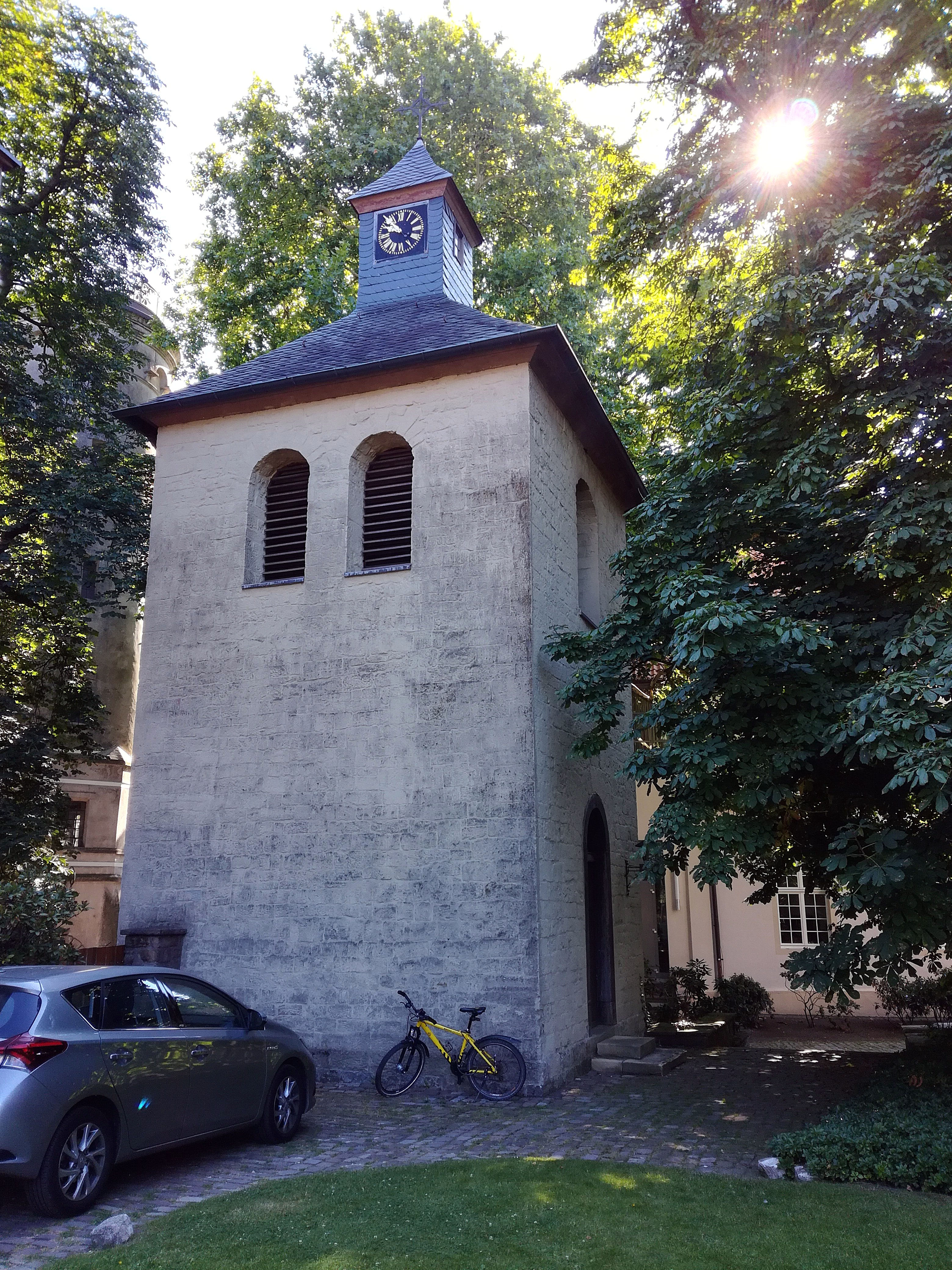
Freistehender Glockenturm

Der Glockenturm steht seitlich der Stiftskirche. Es handelt sich um einen allein stehenden Turmbau auf der Nordseite der Vierung. In dem niedrigen Gebäude hängen sechs Glocken; vier davon stammen aus der Zeit um 1700.
| Nr. | Gussjahr     | Gießer                           | Nominal (16tel) |
| --- | ------------ | -------------------------------- | --------------- |
| 1   | 1698         | Gottfried de la Paix             | e1              |
| 2   | 1704         | Johann Fricke                    | h1              |
| 3   | 1681         | Johann de la Paix                | d2              |
| 4   | frühe 2000er | Petit & Gebr. Edelbrock, Gescher | g2              |
| 5   | frühe 2000er | Petit & Gebr. Edelbrock, Gescher | a2              |
| 6   | 1714         | Bernhard Wilhelm Stule           | c3              |